# A Song for All Seasons
A Song for All Seasons ist das achte Studioalbum der britischen Progressive-Rock-Gruppe Renaissance. Es wurde im Jahr 1978 veröffentlicht.

## Hintergrund
Auf A Song for All Seasons wurde zum ersten Mal seit Ashes Are Burning wieder E-Gitarre gespielt, allerdings sehr dezent. Jon Camp beteiligte sich verstärkt am Songschreiben und trat auch als Sänger in Erscheinung. Die Orchester-Arrangements wurden von Louis Clark (Keyboarder des Electric Light Orchestras) erstellt, bis auf She Is Love, welches von Harry Rabinowitz arrangiert wurde. Das beteiligte Orchester war das Royal Philharmonic Orchestra. Die ausgekoppelte Single Northern Lights erreichte Platz 10 der UK-Single-Charts. Das Album wirkt etwas Pop-orientierter als seine Vorgänger.

## Titelliste
Seite 1
1. Opening Out – 04:14 (Camp/Dunford)
2. Day of the Dreamer – 09:43 (Camp/Dunford)
3. Closer than Yesterday – 03:18 (Camp/Dunford)
4. Kindness (At the End) – 04:51 (Camp)

Seite 2
1. Back Home Once Again – 03:15 (Camp/Dunford)
2. She Is Love – 04:11 (Dunford/Thatcher)
3. Northern Lights – 04:06 (Dunford/Thatcher)
4. A Song for All Seasons – 10:53 (Camp/Dunford/Thatcher/Tout/Sullivan)

## Kritiken
„Eindeutiger Höhepunkt der Platte ist jedoch der Schlusstrack A Song For All Seasons. Selten war ein Intro eines Songs (das immerhin rund vier Minuten dauert) so vielschichtig – nicht auf die Instrumente bezogen, es ertönen Xylophon, Blasinstrumente aller Arten, treibende Drums und Streicher, sondern auch von den Stimmungs- und Tempiwechseln. Die Zusammenarbeit mit dem Royal Philharmonic Orchestra rundet insbesondere diesen Song sehr gut ab. Dem entspannten Mittelteil, beherrscht von Keyboard und Gitarre, folgt dann zum Abschluss noch ein hymnischer Refrain, der diesen Song zu einem der Besten in der Historie der Band macht. Gleichzeitig bildet er einen würdigen Abschluss eines sehr hörenswerten Albums. Es sollte leider das letzte in der umfangreichen Diskographie bleiben.“

„Soundmäßig ist das alles sehr gut und eigentlich auch sehr eingängig (David Hentschel at the controls; der Hentschel, der auch Elton John's Meisterwerk Yellow Brick Road produziert hatte, GENESIS produzierte und RENAISSANCE hier etwas mehr 'Gitarre' auf den Leib schneiderte), kompositorisch sehr anspruchsvoll – aber überladen. Nicht unbedingt empfehlenswert – aber der Dreamer – der ist klasse!“

„Given its date of release, A Song For All Seasons must be considered as a considerable triumph. While Yes, ELP, Gentle Giant, Starcastle and other groups were releasing inferior product, Renaissance managed to create a work which ranks close to their best material. If Song For All Seasons isn't quite as good as Turn Of The Cards, Ashes Are Burning or Prologue, it at least has the distinction of coming very close. Renaissance seemed to be immune from the onrushes of punk and AOR; if there was a minor capitulation involved, it was more in the direction of Euro-pop than anything else … which is to say that this ‚capitulation‘ still allowed the group to operate within their normal parameters.“

„‚A Song For All Seasons‘ hat für mich eine Spitzenposition innerhalb der Renaissance-Diskografie, eben auch, weil die Musik aus meiner Sicht Ansprüche verschiedener Hörerschichten abdecken kann. Für sehr gelungen halte ich die eigentlich fast unspektakuläre Integration des Orchesters, weil die Streicher nie vordergründig agieren und versucht wird, die Richtung klar dorthin zu lenken. Vielmehr bildet es einen wichtigen mitbestimmenden Part innerhalb der Musik, und das ist/war nicht immer so bei ähnlichen Versuchen einer Verschmelzung von U- und E-Musik. Insofern auch ein wichtiger Aspekt zur Beurteilung.“

„With this album the band moved deeper to the realms of commercial oriented music, but there are still some very beautiful moments on it.“